# A Little Too Late
A Little Too Late è una canzone pop scritta da Gary Barlow, Delta Goodrem ed Eliot Kennedy, prodotta dai True North Records per il secondo album della cantautrice australiana, Mistaken Identity (2004). È stata pubblicata come quarto singolo dell'album il 27 maggio 2005.